# Посниківська сільська рада
По́сниківська сільська́ ра́да — колишній орган місцевого самоврядування у Млинівському районі Рівненської області. Адміністративний центр — село Посників.

## Загальні відомості
- Посниківська сільська рада утворена в 1989 році.
- Територія ради: 19,87 км²
- Населення ради: 788 осіб (станом на 2001 рік)

## Населені пункти
Сільській раді підпорядковані населені пункти:
- с. Посників
- с. Богушівка

## Склад ради
Рада складається з 12 депутатів та голови.
- Голова ради: Дулік Олег Сергійович
- Секретар ради: Котяш Галина Миколаївна

### Керівний склад попередніх скликань
| Прізвище, ім'я, по батькові | Основні відомості                                                                                  | Дата обрання | Дата звільнення |
| --------------------------- | -------------------------------------------------------------------------------------------------- | ------------ | --------------- |
| Дулік Олег Сергійович       | Сільський голова, 1966 року народження, освіта вища, безпартійний                                  | 26.03.2006   | 31.10.2010      |
| Дулік Олег Сергійович       | Сільський голова, 1966 року народження, освіта вища, член Всеукраїнського об'єднання «Батьківщина» | 31.10.2010   |                 |

Примітка: таблиця складена за даними сайту Верховної Ради України